# O'Brother
Pour plus de détails, voir Fiche technique et Distribution.
O’Brother (O Brother, Where Art Thou?) est un film franco-américano-britannique réalisé par Joel Coen et sorti en 2000. C’est le huitième film des frères Coen.
Le film se déroule dans l’État du Mississippi, durant la Grande Dépression. Trois prisonniers s’échappent de prison. À leur tête, le gentil et beau parleur Ulysses (George Clooney) est entouré du simple d’esprit et optimiste Delmar (Tim Blake Nelson) et du râleur et sanguin Pete (John Turturro). Ulysses a convaincu ses compagnons, auxquels il était enchaîné, de s’évader pour retrouver le magot d’un braquage de banque s’élevant à un million deux cent mille dollars. Ils se lancent alors dans un long périple à travers l’État du Mississippi, traqués par le shérif Cooley (Daniel von Bargen).
Ce film s’inspire très librement de l’Odyssée d’Homère, mais aussi du roman Ulysse de James Joyce dont il constitue une réécriture humoristique (parfois parodique). On y retrouve certains personnages (Ulysse, éloigné de sa femme et qui cherche à rejoindre son foyer ; Polyphème, évoqué par le vendeur de bibles borgne ; Poséidon, évoqué par le shérif Cooley ; Pénélope la femme d’Ulysse ; Tirésias, l’aède par le vieil homme, le devin, et Ménélas, l’homme politique) et certaines situations, comme la rencontre avec les sirènes ou la bataille d’Ulysse avec Polyphème, le cyclope.

## Synopsis
En 1937 dans l'État du Mississippi, Ulysse, Delmar et Pete, trois détenus, faussent compagnie à leur gardiens lors de travaux forcés sur une route. Ulysse les a convaincus de l'aider à trouver l'argent d'un braquage qu'il a enterré sur une zone qui sera bientôt transformée en lac artificiel. Ils sont pris en stop sur une draisine par un vieil homme aveugle qui leur dit que le trésor qu'ils convoitent n'est pas celui qu'ils croient. Pete les emmène jusqu'à la ferme de son cousin, Wash, qui leur retire leurs fers. La nuit tombée, la police, menée par le shérif Cooley, encercle la grange car Wash les a trahis. Son fils aide les trois hommes à s'enfuir en voiture.
Le lendemain, les prisonniers prennent en stop Tommy Johnson, un jeune Noir qui prétend avoir vendu son âme au diable pour jouer de la guitare. Ayant besoin d'argent, ils s'arrêtent dans une station de radio où ils enregistrent la chanson I Am a Man of Constant Sorrow sous le nom de groupe des "Culs trempés". La nuit venue, Tommy et les trois prisonniers se séparent car leur voiture a été découverte par la police. Ulysse, Delmar et Pete font brièvement la rencontre du gangster Baby Face Nelson qui les prend en stop. Sans qu’ils le sachent, la chanson qu'ils ont enregistrée devient un véritable carton.
Après avoir volé une nouvelle voiture, le groupe découvre trois femmes en train de laver leur linge en chantant dans une rivière. Alcoolisé, le trio perd conscience. À leur réveil, Ulysse et Delmar ne trouvent que les vêtements de Pete qui semble s'être volatilisé. Delmar, simple d'esprit, pense que les femmes étaient des sirènes qui ont transformé leur compagnon en une grenouille qu'il récupère dans les vêtements de Pete. Un peu plus tard, Ulysse et Delmar font la connaissance de Big Dan, un vendeur de bibles qui les arnaque lors d'un pique-nique et qui tue la grenouille.
À nouveau sans le sou et proches de la ville d'Ulysse, les deux hommes croisent par hasard Pete qui est à nouveau prisonnier. Ulysse retrouve ses filles et découvre que sa femme leur a dit qu'il était mort. Ulysse se bat contre Vernon, le nouveau compagnon de sa femme, adepte de boxe, qui le met au tapis. De nuit, Ulysse et Delmar libèrent Pete de sa cellule. Celui-ci leur explique que les trois femmes l'ont livré à la police et que, torturé, il a donné à celle-ci l'emplacement du trésor. Ulysse confie alors à ses compagnons qu'il n'y a pas de trésor et qu'il a inventé cette histoire car il lui fallait rapidement leur aide pour empêcher sa femme de se remarier. Pete, fou de rage, s'en prend à lui car les deux semaines qu’il lui restait à purger se sont transformées en cinquante ans à cause de ses multiples évasions. Malgré tout, les trois hommes continuent leur périple.
Dans un champ, ils découvrent un rassemblement de membres du Ku Klux Klan qui sont sur le point de pendre Tommy. Déguisé, le trio sauve ce dernier mais Big Dan, adepte du Klan, révèle leur identité. Dans la confusion générale, leur chef se révèle être Homer Stokes, un candidat aux élections gouvernementales et Big Dan est tué, immolé par une croix en feu.
De retour dans la ville, Ulysse convainc ses compagnons de l'aider à récupérer sa femme. Se déguisant en chanteurs à longues barbes, ils s'infiltrent dans un dîner de gala organisé par Stokes. Sur scène, le groupe entame sa chanson I Am a Man of Constant Sorrow que les invités reconnaissent ; ils commencent à danser. Stokes, qui les a reconnus également, arrête le concert et, sous le coup de l'émotion, révèle ses penchants suprémacistes. La foule le met dehors et Pappy O'Daniel, le candidat à la réélection, en profite pour absoudre les Culs trempés. Penny accepte de se marier avec Ulysse s'il trouve sa bague de fiançailles.
Le lendemain, les quatre hommes se rendent dans une maison abandonnée à l'endroit où Ulysse prétendait avoir enterré son magot. La police les arrête et le shérif Cooley, malgré l'absolution de O'Daniel, ordonne qu'on les pende. Ulysse prie Dieu : la vallée est inondée à ce moment-là. Sauvés, les prisonniers retrouvent Tommy, accroché à un bureau qui se trouve contenir la bague. De retour en ville, Ulysse donne la bague à Penny. Mais cette bague s'avère être celle de sa tante. Penny déclare qu'elle ne se mariera qu'avec sa bague de fiançailles, qui est toujours perdue.

## Fiche technique
Sauf indication contraire, les informations mentionnées dans cette section peuvent être confirmées par les bases de données cinématographiques IMDb et Allociné,  présentes dans la section « Liens externes ».
- Titre original et québécois : O Brother, Where Art Thou? (littéralement : Ô frère, où es-tu ?)[1]
- Titre français : O Brother
- Réalisation : Joel Coen, Ethan Coen (non crédité)[N 1]
- Scénario : Joel et Ethan Coen, d'après l'œuvre Odyssée d’Homère
- Musique : T-Bone Burnett, Carter Burwell et Chris Thomas King[2]
- Direction artistique : Richard L. Johnson
- Décors : Dennis Gassner
- Costumes : Mary Zophres
- Photographie : Roger Deakins
- Son : Michael Barry, Sean Garnhart, Peter F. Kurland, Skip Lievsay, Greg Orloff
- Montage : Joel et Ethan Coen[N 2] et Tricia Cooke
- Production : Ethan Coen et Joel Coen (non crédité)
  - Production déléguée : Tim Bevan et Eric Fellner
  - Production associée : Robert Graf
  - Coproduction : John Cameron
- Sociétés de production :
  - États-Unis : Mike Zoss Productions, présenté par Touchstone Pictures et Universal Pictures
  - France : en association avec Studiocanal
  - Royaume-Uni : Working Title Films
- Sociétés de distribution : Buena Vista Pictures (États-Unis) ; BAC Films (France) ; Momentum Pictures (Royaume-Uni) ; Buena Vista Pictures Distribution (Canada) ; United International Pictures (Suisse)
- Budget : 26 millions de $[3],[4]
- Pays de production :  États-Unis,  France,  Royaume-Uni
- Langue originale : anglais
- Format : couleur (DeLuxe) — 35 mm — 2,39:1 — son DTS / Dolby Digital / SDDS
- Genre : comédie, policier, drame, musical, road movie
- Durée : 107 minutes
- Dates de sortie[5] :
  - France : 13 mai 2000 (Festival de Cannes) ; 30 août 2000 (sortie nationale)[6]
  - Royaume-Uni : août 2000 (Festival international du film d'Édimbourg) ; 15 septembre 2000 (sortie nationale)
  - États-Unis : 19 octobre 2000 (AFI Fest) ; 22 décembre 2000 (sortie limitée) ; 2 février 2001 (sortie nationale) ; 29 septembre 2015 (Festival du film de New York)
  - Suisse romande : 25 octobre 2000[7]
  - Belgique : 15 novembre 2000[8]
  - Québec : 2 février 2001[1]
- Classification :
  - États-Unis : accord parental recommandé, film déconseillé aux moins de 13 ans (PG-13 - Parents Strongly Cautioned)[N 3]
  - Royaume-Uni : interdit aux moins de 12 ans (12 - Suitable for 12 years and over)
  - France : tous publics[9]
  - Belgique : tous publics (Alle Leeftijden)[8]
  - Québec : tous publics (G - General Rating)[1]

## Distribution
- George Clooney (VF : Tom Novembre) : Ulysses Everett McGill
- John Turturro (VF : Laurent Natrella) : Pete
- Tim Blake Nelson (VF : Christian Hecq) : Delmar O’Donnell
- John Goodman (VF : Claude Brosset) : Big Dan Teague
- Holly Hunter (VF : Marianne Epin) : Penny, la femme d’Ulysses Everett
- Chris Thomas King : Tommy Johnson, le guitariste
- Charles Durning (VF : William Sabatier) : Pappy O’Daniel
- Del Pentecost (VF : Patrice Dozier) : Junior O’Daniel, le fils de Pappy O’Daniel
- Michael Badalucco : George « Babyface » Nelson
- Daniel von Bargen (VF : François Siener) : le shérif Cooley
- Wayne Duvall (VF : Daniel Kenigsberg) : Homer Stokes
- Stephen Root (VF : Gérard Boucaron) : le gérant de la station radio aveugle
- Frank Collison (VF : Enrique Carballido) : Wash Hogwallop

## Production

### Attribution des rôles
Pour le rôle d'Ulysse, les premiers choix étaient Pierce Brosnan et Mel Gibson.
Jim Caviezel et Christopher Reeve devaient incarner Pete, tandis que Michael J. Fox, Kevin Kline, Daniel Stern ou encore Danny DeVito étaient envisagés pour incarner Delmar. Nicole Kidman, Minnie Driver et Gwyneth Paltrow ont été envisagées pour incarner Penny. Pour le rôle de Big Dan Teague, les premiers choix étaient Jeff Bridges, Albert Brooks ou encore Mel Brooks. Enfin, pour le rôle de Pappy O'Daniel, les premiers choix étaient Sean Connery ou encore Donald Sutherland.

### Tournage
Le tournage a lieu dans le Mississippi (D'Lo, Canton, Vicksburg, Jackson, Yazoo City, Edwards, Oxford, Leland) ainsi qu'en Californie (Los Angeles, Universal Studios, Santa Clarita).

## Bande originale
Bandes originales des films des frères Coen
The Big Lebowski
(1997) The Barber
(2001)
Singles
La bande originale est principalement composée de chansons traditionnelles de country, bluegrass, folk, gospel et blues. L’album est supervisé et produit par T-Bone Burnett.
La chanson du générique (Big Rock Candy Mountain), composée par Harry McClintock, a des paroles surréalistes expliquant que le Far West est un pays idéal plein d’éléments étranges (des pourboires qui poussent dans les buissons, des arbres à cigarettes, de la limonade qui jaillit, des flics aux jambes de bois, des poules qui pondent des œufs bouillis, des bulldogs aux dents en caoutchouc, des prisons en tôle de boîte de conserve, des cascades de whisky…). Cette chanson entretient le mythe de l'Eldorado et illustre la ruée vers l'Ouest aux États-Unis, pays d'abondance et de liberté.

### Liste des titres
| 1.    | Po' Lazarus                                           | traditionnel         | James Carter & the Prisoners                 | 4:31 |
| 2.    | Big Rock Candy Mountain                               | McClintock           | Harry McClintock                             | 2:16 |
| 3.    | You Are My Sunshine                                   | Davis, Mitchell      | Norman Blake                                 | 4:26 |
| 4.    | Down to the River to Pray                             | traditionnel         | Alison Krauss                                | 2:55 |
| 5.    | I Am a Man of Constant Sorrow (radio station version) | Dick Burnett         | Soggy Bottom Boys & Dan Tyminski             | 3:10 |
| 6.    | Hard Time Killing Floor Blues                         | James                | Chris Thomas King                            | 2:42 |
| 7.    | I Am a Man of Constant Sorrow (instrumentale)         | Burnett              | Norman Blake                                 | 4:28 |
| 8.    | Keep On the Sunny Side                                | Blenkhorn, Entwisle  | The Whites                                   | 3:33 |
| 9.    | I'll Fly Away                                         | Brumley              | Alison Krauss & Gillian Welch                | 3:57 |
| 10.   | Didn't Leave Nobody but the Baby                      | traditionnel         | Emmylou Harris, Alison Krauss, Gillian Welch | 1:57 |
| 11.   | In the Highways                                       | Carter               | Leah, Sarah, Hannah Peasall                  | 1:35 |
| 12.   | I Am Weary, Let Me Rest                               | Roberts (Kuykendall) | The Cox Family                               | 3:13 |
| 13.   | I Am a Man of Constant Sorrow (instrumentale)         | Burnett              | John Hartford                                | 2:34 |
| 14.   | O Death                                               | traditionnel         | Ralph Stanley                                | 3:19 |
| 15.   | In the Jailhouse Now                                  | Blind Blake, Rodgers | Soggy Bottom Boys & Tim Blake Nelson         | 3:34 |
| 16.   | I Am a Man of Constant Sorrow (avec le groupe)        | Burnett              | Soggy Bottom Boys & Dan Tyminski             | 4:16 |
| 17.   | Indian War Whoop (instrumentale)                      | Hoyt Ming            | John Hartford                                | 1:30 |
| 18.   | Lonesome Valley                                       | traditionnel         | The Fairfield Four                           | 4:07 |
| 19.   | Angel Band                                            | traditionnel         | The Stanley Brothers                         | 2:15 |
| 61:24 |                                                       |                      |                                              |      |

Une édition Deluxe est également sortie, avec 14 titres supplémentaires sur un deuxième CD.

### Classement hebdomadaire
| Classement (2000–2002)                 | Meilleure position |
| -------------------------------------- | ------------------ |
| États-Unis (Top Country Albums)        | 1                  |
| États-Unis (Billboard 200)             | 1                  |
| États-Unis (Billboard Top Soundtracks) | 1                  |
| Canada (Canadian Albums Chart)         | 3                  |
| France (SNEP)                          | 9                  |
| Australie (ARIA)                       | 15                 |
| Nouvelle-Zélande (RIANZ)               | 14                 |
| Allemagne (Media Control AG)           | 87                 |

## Distinctions

### Distinctions2000
| Distinctions 2000 du film O'Brother   | Distinctions 2000 du film O'Brother | Distinctions 2000 du film O'Brother | Distinctions 2000 du film O'Brother | Distinctions 2000 du film O'Brother |
| Évènements                            | Catégorie / Récompense              | Nommé(es) / Lauréat(es)             | Résultats                           |                                     |
| ------------------------------------- | ----------------------------------- | ----------------------------------- | ----------------------------------- | ----------------------------------- |
| Awards Circuit Community Awards       | Meilleur scénario adapté            | Joel et Ethan Coen                  | Nomination                          |                                     |
| Awards Circuit Community Awards       | Meilleur casting                    | O'Brother                           | Nomination                          |                                     |
| Awards Circuit Community Awards       | Meilleure direction artistique      | Dennis Gassner                      | Nomination                          |                                     |
| Awards Circuit Community Awards       | Meilleure photographie              | Roger Deakins                       | Nomination                          |                                     |
| Awards Circuit Community Awards       | Meilleure conception de costumes    | Mary Zophres                        | Nomination                          |                                     |
| Las Vegas Film Critics Society Awards | Meilleure photographie              | Roger Deakins                       | Lauréat                             |                                     |
| Las Vegas Film Critics Society Awards | Meilleur scénario original          | Joel et Ethan Coen                  | Nomination                          |                                     |
| Las Vegas Film Critics Society Awards | Meilleurs costumes                  | Mary Zophres                        | Nomination                          |                                     |
| Prix du cinéma européen               | Prix international du cinéma        | Joel Coen                           | Nomination                          |                                     |

### Distinctions2001
| Distinctions 2001 du film O'Brother               | Distinctions 2001 du film O'Brother                                       | Distinctions 2001 du film O'Brother                   | Distinctions 2001 du film O'Brother | Distinctions 2001 du film O'Brother |
| Évènements                                        | Catégorie / Récompense                                                    | Nommé(es) / Lauréat(es)                               | Résultats                           |                                     |
| ------------------------------------------------- | ------------------------------------------------------------------------- | ----------------------------------------------------- | ----------------------------------- | ----------------------------------- |
| American Cinema Editors                           | Meilleur montage d'un film comique ou musical                             | Ethan Coen et Tricia Cooke                            | Nomination                          |                                     |
| American Comedy Awards                            | Acteur le plus drôle dans un film (Rôle principal)                        | George Clooney                                        | Nomination                          |                                     |
| American Society of Cinematographers Awards       | Meilleure photographie                                                    | Roger Deakins                                         | Nomination                          |                                     |
| BAFTA Awards                                      | Meilleur scénario original                                                | Ethan et Joel Coen                                    | Nomination                          |                                     |
| BAFTA Awards                                      | Meilleure musique de film (Prix Anthony Asquith)                          | T-Bone Burnett et Carter Burwell                      | Nomination                          |                                     |
| BAFTA Awards                                      | Meilleure photographie                                                    | Roger Deakins                                         | Nomination                          |                                     |
| BAFTA Awards                                      | Meilleure direction artistique                                            | Dennis Gassner                                        | Nomination                          |                                     |
| British Society of Cinematographers Awards        | meilleure photographie                                                    | Roger Deakins                                         | Lauréat                             |                                     |
| Chicago Film Critics Association Awards           | Meilleure photographie                                                    | Roger Deakins                                         | Nomination                          |                                     |
| Chicago Film Critics Association Awards           | Meilleure musique originale                                               | T-Bone Burnett et Carter Burwell                      | Nomination                          |                                     |
| Dallas-Fort Worth Film Critics Association Awards | Meilleur film                                                             | O'Brother                                             | Nomination                          |                                     |
| Dallas-Fort Worth Film Critics Association Awards | Meilleur réalisateur                                                      | Joel Coen                                             | Nomination                          |                                     |
| Empire Awards                                     | Meilleur acteur                                                           | George Clooney                                        | Nomination                          |                                     |
| Florida Film Critics Circle Awards                | Meilleure bande-son et partition                                          | T-Bone Burnett et Carter Burwell                      | Lauréat                             |                                     |
| Golden Globes                                     | Meilleur acteur dans un film musical ou une comédie                       | George Clooney                                        | Lauréat                             |                                     |
| Golden Globes                                     | Meilleur film musical ou comédie                                          | O'Brother                                             | Nomination                          |                                     |
| London Critics Circle Film Awards                 | Film de l'année                                                           | O'Brother                                             | Nomination                          |                                     |
| London Critics Circle Film Awards                 | Meilleur scénariste de l'année                                            | Joel et Ethan Coen                                    | Nomination                          |                                     |
| MTV Movie & TV Awards                             | Meilleure équipe à l'écran                                                | George Clooney, Tim Blake Nelson et John Turturro     | Nomination                          |                                     |
| MTV Movie & TV Awards                             | Meilleur moment musical                                                   | Les Soggy Bottom Boys chantent Man of Constant Sorrow | Nomination                          |                                     |
| Online Film Critics Society Awards                | Meilleure musique originale                                               | T-Bone Burnett et Carter Burwell                      | Nomination                          |                                     |
| Online Film Critics Society Awards                | Meilleure photographie                                                    | Roger Deakins                                         | Nomination                          |                                     |
| Oscars                                            | Meilleur scénario adapté                                                  | Joel et Ethan Coen                                    | Nomination                          |                                     |
| Oscars                                            | Meilleure photographie                                                    | Roger Deakins                                         | Nomination                          |                                     |
| Phoenix Film Critics Society Awards               | Meilleure musique originale                                               | T-Bone Burnett et Carter Burwell                      | Nomination                          |                                     |
| Satellite Awards                                  | Meilleur film musical ou comédie                                          | O'Brother                                             | Nomination                          |                                     |
| Satellite Awards                                  | Meilleur acteur dans un film musical ou une comédie                       | George Clooney                                        | Nomination                          |                                     |
| Satellite Awards                                  | Meilleure actrice dans un second rôle dans un film musical ou une comédie | Holly Hunter                                          | Nomination                          |                                     |
| Satellite Awards                                  | Meilleur acteur dans un second rôle dans un film musical ou une comédie   | Tim Blake Nelson                                      | Nomination                          |                                     |
| Satellite Awards                                  | Meilleur scénario adapté                                                  | Ethan et Joel Coen                                    | Nomination                          |                                     |
| Turkish Film Critics Association (SIYAD) Awards   | Meilleur film en langue étrangère                                         | 6e place                                              | Nomination                          |                                     |

### Distinctions2002
| Distinctions 2002 du film O'Brother            | Distinctions 2002 du film O'Brother                                                        | Distinctions 2002 du film O'Brother                | Distinctions 2002 du film O'Brother | Distinctions 2002 du film O'Brother |
| Évènements                                     | Catégorie / Récompense                                                                     | Nommé(es) / Lauréat(es)                            | Résultats                           |                                     |
| ---------------------------------------------- | ------------------------------------------------------------------------------------------ | -------------------------------------------------- | ----------------------------------- | ----------------------------------- |
| Academy of Country Music Awards                | Tex Ritter Film Award                                                                      | T-Bone Burnett                                     | Lauréat                             |                                     |
| BMI Film and TV Awards                         | Citation spéciale                                                                          | T-Bone Burnett                                     | Lauréat                             |                                     |
| Grammy Awards                                  | Album de l'année                                                                           | O'Brother                                          | Lauréat                             |                                     |
| Grammy Awards                                  | Meilleure compilation-bande originale pour un film, la télévision ou autres médias visuels | T-Bone Burnett, Peter F. Kurland et Mike Piersante | Lauréat                             |                                     |
| Science Fiction and Fantasy Writers of America | Meilleur scénario                                                                          | Joel et Ethan Coen                                 | Nomination                          |                                     |

### Sélection
- Festival de Cannes 2000 : sélection officielle en compétition pour la Palme d'or pour Joel et Ethan Coen

## Éditions en vidéo
- En France, le film O'Brother est sorti en DVD le 6 juin 2001[20]. Par la suite, le film est sorti en Blu-ray le 25 septembre 2012[21] et en VOD le 1er avril 2011[6].

Le film est ressorti quatre fois en DVD et deux fois en Blu-ray entre 2002 et 2022.

## Autour du film
- Les premières images du film montrent un camp de travaux forcés où des prisonniers noirs enchaînés cassent des pierres. Ils chantent la chanson Po Lazarus avec enthousiasme, et frappent les pierres avec des merlins (masses) de manière synchronisée (un coup par mesure musicale). Cette scène imite les chants de travail (worksong en anglais) des anciens esclaves afro-américains et même les chants de travail africains.
- Le personnage de Tommy Johnson a réellement existé. Si dans le film les personnages principaux rencontrent Tommy Johnson à un carrefour, ce n’est pas un hasard. Tommy Johnson a été le premier bluesman à parler du « Pacte avec le Diable ». Il a raconté qu’il avait rencontré le diable à un carrefour. Celui-ci lui a appris à jouer le blues en échange de son âme. Cette légende sera reprise plus tard par Robert Johnson. C’est sans doute aussi une allusion au célèbre Cross Road Blues de Robert Johnson.
- Le morceau que joue Tommy Johnson au coin du feu est Hard Time Killing Floor Blues de Skip James, autre figure emblématique du blues des années 1920-30.
- Inspiré par l’Odyssée d’Homère, le film est très proche de la comédie musicale (scène des sirènes, des Baptistes ou la cérémonie du Ku Klux Klan) et est dépourvu de toute noirceur et sarcasme, ce qui a pourtant fait le succès des frères Coen[23].
- Les trois évadés sont des quasi-demeurés : « Ulysse » Everett tout d’abord, le play-boy beau-parleur du groupe qui, se rêvant philosophe, ne cesse de raisonner dans le vide, sans cesse animé d’un optimisme à toute épreuve et obsédé par ses cheveux (sa première inquiétude à chaque réveil) et par la gomina dont il ne peut se passer. Cette idée fixe détruit le côté pseudo-intellectuel du personnage. Pete est une sorte de brute abêtie, aux réactions primaires et à la diction de plouc en contraste total avec celle, soignée, d’Everett. Il rêve d’ouvrir un restaurant et d’y être maître d’hôtel en smoking. Delmar, sorte de benêt naïf, complète le trio.
- De même, l’apparition du gangster George « Baby Face » Nelson toujours en colère ou des deux opposants politiques, candidats au poste de gouverneur : l’un, vieux style, représentant de grands intérêts et entourés d’incapables, l’autre se présentant comme l’ami des « petites gens », menant une campagne moderne mais chef secret du Ku Klux Klan.
- Les références à l’Odyssée sont nombreuses, même si on est loin d’une réelle adaptation de l’œuvre d’Homère. En voici une liste non exhaustive[23] :
  - le personnage d’« Ulysse », Everett, souhaite retrouver son épouse Penny (Pénélope) qui elle-même est sur le point de se marier avec son « soupirant » ;
  - Everett, comme Ulysse, a pour principale arme sa verve ; la démagogie presque instinctive du personnage est un ressort comique du film, le poussant par exemple à se contredire ou faire des phrases à rallonge pour ne dire que des banalités ;
  - les vers avec lesquels débute le film sont les premiers de l’Odyssée ;
  - le personnage du géant borgne Big Dan Teague est une allusion au cyclope Polyphème ; le moment où Ulysse et ses compagnons endossent les habits blancs des membres du KKK et doivent échapper à la vigilance de Big Dan Teague rappelle celui où les héros de Homère se couvrent de peaux de moutons pour sortir de sa grotte.
  - les trois femmes de la rivière hypnotisent les trois comparses telles les Sirènes de l’Odyssée ;
  - la transformation (présumée) d’un des compagnons d’« Ulysse » Everett en animal (plus précisément en crapaud (toad) dans le film) fait référence à la rencontre avec la magicienne Circé ;
  - la rencontre des compagnons d’« Ulysse » Everett avec les baptistes est une référence possible avec l’épisode des Lotophages ;
  - Everett emploie un déguisement de vieil homme pour passer inaperçu, comme Ulysse lors de son retour à Ithaque ;
  - la rencontre des trois personnages principaux avec le prophète aveugle est comparable avec la consultation du devin aveugle Tirésias aux Enfers, à qui Ulysse demande comment rentrer chez lui ; il peut aussi faire référence à l'aède aveugle Démodocos (et donc à Homère).
  - L’obsession d’Everett pour ses cheveux peut être vue comme une allusion aux nombreux qualificatifs concernant la chevelure d’Ulysse dans l’Odyssée ;
  - L’Ulysse original et celui du film se révèlent tous les deux en faisant quelque chose que nul autre ne peut réaliser : le premier en tirant avec son arc et l’autre en chantant Man of Constant Sorrow, comme seul le peut le leader des « Culs Trempés » ;
  - le prénom de Pappy O’Daniel, Ménélas, est celui du roi de Sparte dans L’Iliade et son opposant, Stokes, se prénomme Homère ;
  - L’abattage des troupeaux d’Hélios par les hommes d’Ulysse dans l’Odyssée est symbolisé par la rafale de « Baby Face » Nelson sur des vaches ;
  - chaque fois qu’« Ulysse » Everett s’endort, un événement néfaste se produit, ce qui est également le cas dans l’Odyssée ;
  - lorsque Everett rencontre Big Dan Teague, on peut voir une statue d’Homère en arrière-plan ;
  - la chanson chantée par « Ulysse » Everett, I Am A Man Of Constant Sorrow, signifie : « je suis un homme à la peine constante », ce qui correspond à la description d’Ulysse dans l’Odyssée ;
  - à la fin du film, « Ulysse » Everett est submergé et se raccroche à son cercueil flottant, tel son alter ego homérique s’agrippant à un morceau de bois après son naufrage ;
  - la dernière phrase d’Everett fait référence à la mythologie grecque : « Retrouver une alliance dans une telle quantité d’eau, c'est un travail pour Hercule ! ».
- Le film utilise d’ailleurs des procédés propres à la tragédie grecque, tant dans les thèmes que dans la forme : prophétie, chœur explicitant les ellipses…
- On retrouve dans toute la filmographie des Frères Coen une certaine minutie esthétique (cf. Frédéric Astruc), axée autour d’un travail des couleurs (notamment dans Barton Fink ). De même ici, où la pellicule paraît curieusement décolorée. En fait, les couleurs sont désaturées sélectivement, par suppression de teintes et recolorisation numérique. Mais à cette dimension picturale habituelle pour eux, ils en rajoutent ici une nouvelle, musicale, et ce dès l'ouverture du film : alors que l’écran est encore noir, on entend un fond de blues, mêlé au son caractéristique de masses cassant des pierres. On sait où on est : le Sud profond. L’image apparaît, nous révélant effectivement des bagnards, tous noirs, chantant et accomplissant leur rude tâche.
- La musique — le gospel et le hillbilly s’ajoutant au blues et à la country — ne va plus cesser, cimentant véritablement le film, lui donnant toute son unité au-delà des scènes disparates. Le point d’orgue est peut-être l’enregistrement d’un disque par les trois compères, accompagnés de Tommy, un guitariste noir qui « a vendu son âme au diable ». Le groupe des quatre musiciens est baptisé « The Soggy Bottom Boys », en français « Les Culs Trempés ».
- La chanson du concert en salle (In the jailhouse now, littéralement : « Dans la prison maintenant ») montre au refrain Pete qui chante en Yodel (style de musique traditionnelle du Tyrol autrichien). Elle est un métissage entre la musique country et le yodel apporté jadis aux États-Unis par les colons suisses et autrichiens, et adaptée par les chanteurs traditionnels américains, à leur façon. Cette scène rappelle une scène du film The Blues Brothers. Dans les deux films, les personnages sont poursuivis par la police et chantent dans une salle bondée avec un grand succès[réf. nécessaire].
- La scène montre des fidèles blancs chrétiens qui se font laver de leurs péchés dans une rivière par un pasteur. On y voit les fidèles chanter la chanson de gospel Down in the river to pray (littéralement : « Descendons dans la rivière pour prier ») a cappella (sans instruments). Ce sont quelques paroles de cette chanson qui donnent son titre francophone au film : « Oh brother, let's go down … in the river to pray » (littéralement : « Ô frère, descendons … dans la rivière pour prier »).
- Le titre du film est un hommage direct au film réalisé et scénarisé en 1942 par Preston Sturges Les Voyages de Sullivan, où le personnage principal de ce film est un cinéaste qui veut réaliser un film social intitulé justement O’Brother, Where Art Thou ?.
- La scène présentant une cérémonie du KKK semble faire référence au film Le magicien d’Oz. La danse des gardes et la stratégie utilisée par Ulysse est la même.
- L'inondation finale, annoncée à plusieurs reprises par les personnages, dès le début du film, est une référence à la construction d'un des barrages de la Tennessee Valley Authority (TVA). Au début des années 1930, la vallée du Tennessee était une région misérable : le chômage était très élevé, et les agriculteurs gagnaient peu, car les sols étaient épuisés et érodés par une culture et une exploitation forestière trop intensives. La TVA fut créée le 18 mai 1933 par le président Franklin Delano Roosevelt, dans le cadre du New Deal. Son rôle était multiple : produire de l'électricité et assurer la navigabilité du fleuve de façon à attirer les industries (notamment les industries de transformation d'alumine pour l'entreprise Alcoa), restaurer l'équilibre écologique de la vallée, améliorer la productivité agricole, etc. De plus, ce projet nécessitait une importante main d'œuvre, d'où un impact très bénéfique sur l'emploi. De nombreux barrages hydroélectriques furent construits sur le Tennessee dans les années 1930 et 1940, l'effort de guerre augmentant la demande en énergie. À la fin de la guerre, la TVA était le premier producteur d'électricité du pays. 1 050 km de voies navigables avaient été aménagées sur le Tennessee. Les forêts avaient été replantées ; les méthodes de culture s'étaient améliorées.